# Funiculaire de Vallvidrera
 (mars 2017).
Si vous disposez d'ouvrages ou d'articles de référence ou si vous connaissez des sites web de qualité traitant du thème abordé ici, merci de compléter l'article en donnant les références utiles à sa vérifiabilité et en les liant à la section « Notes et références ».
Le Funiculaire de Vallvidrera est un funiculaire situé à Barcelone en Espagne qui relie le quartier de Sarria au niveau de la gare "Peu del funicular" au quartier de Vallvidrera. Inauguré en 1906 puis rénové en 1998, il fait partie des trois funiculaires de Barcelone avec le Funiculaire du Tibidabo et le Funiculaire de Montjuic.

## Historique
C'est en 1892 qu'il fut décidé de construire un moyen de transport pour relier efficacement le centre ville de Barcelone à Vallvidrera, petit quartier situé dans les hauteurs de la Serra de Collserola. La FSB (Ferrocarril de Sarriá a Barcelona) opta ainsi pour l'installation d'un funiculaire. Les travaux furent confiés à la société suisse Von Roll puis le funiculaire fut inauguré le 24 octobre 1906.
En 1979, le funiculaire devient propriété de la FGC (Ferrocarrils de la Generalitat de Catalunya). Les véhicules sont refaits en 1980 et la gare aval restaurée en 1995. Mais en 1998, le funiculaire était jugé "vétuste", la FGC lança donc un appel à Von Roll (qui avait construit le funiculaire d'origine) pour moderniser entièrement l'installation. Les véhicules d'origine sont remplacés par les nouveaux véhicules actuels à conduite automatisée sans conducteurs. Les gares disposent désormais de guichets automatiques ainsi que de portes palières au niveau des quais. Le funiculaire possède désormais un débit de 2 000 personnes par heure et devient accessible aux personnes à mobilité réduite.

## Description de la ligne
Le Funiculaire de Vallvidrera fait partie des transports en commun de la ville de Barcelone, il est constitué d'une voie unique avec une évitement central pour le croisement des deux véhicules. La ligne est longue de 736 mètres pour une dénivelée de 163 mètres et sa pente maximale est de 28,9%. Le funiculaire possède trois stations:
- Vallvidrera inferior:  c'est la gare aval du funiculaire située à 196 mètres d'altitude dans le quartier de barcelonais de Sarria. La station est en correspondance avec la gare ferroviaire "Peu del Funicular" desservis par les lignes S1 et S2 de la FGC.
- Carretera de les Aigües: c'est la gare intermédiaire du funiculaire située à 304 mètres d'altitude. Cette gare est installée  sur le côté droit de la ligne dans le sens amont  juste au dessus de l'évitement central. Sa particularité est que pour que le véhicule s'arrête, les passagers doivent appuyer sur un bouton situé dans le la rame du funiculaire pour descendre ou appuyer sur autre un bouton situé dans la gare pour monter, le système fonctionne ainsi comme un ascenseur.
- Vallvidrera-Superior: c'est la gare amont du funiculaire située dans la partie haute du quartier de Vallvidrera à 359 mètres d'altitude. La machinerie de la remontée est installée dans cette gare.